# Procaterol
Procaterol là một tác dụng trung gian  chất chủ vận β2 adrenoreceptor dùng để điều trị hen suyễn. Nó chưa bao giờ được đệ trình để đánh giá FDA tại Hoa Kỳ, nơi nó không được bán trên thị trường. Thuốc dễ bị oxy hóa khi có hơi ẩm và không khí, khiến nó không phù hợp để sử dụng trong điều trị bằng đường hô hấp. Công ty dược phẩm Parke-Davis / Warner-Lambert đã nghiên cứu một chất ổn định để ngăn chặn quá trình oxy hóa, nhưng một loại hiệu quả không bao giờ được phát triển.
Nó được cấp bằng sáng chế vào năm 1974 và được đưa vào sử dụng y tế vào năm 1980.

## Tổng hợp
Giống như pirbuterol, Procaterol thể hiện tính chất phế quản tương tự như salbutamol (albuterol), nhưng nó có phần của một hành động kéo dài hơn. Nó được khuyến cáo sử dụng như một loại thuốc hít để điều trị hen suyễn. 

Tổng hợp Procaterol:

8-Hydroxycarbostyril 1 được acyl hóa với 2-bromobutyric acid chloride 2 ở vị trí thứ năm của hệ quinoline, tạo ra hợp chất 3. Điều này trải qua hoạt động của isopropylamine, tạo thành một aminoketone, nhóm carbonyl bị khử bởi natri borohydride, tạo ra Procaterol 4.

## Tên
Nó còn được gọi là Procaterol hydrochloride (USAN).
Procaterol có sẵn dưới một số tên thương mại (Onsukil, Masacin, Procadil và những người khác), phổ biến nhất dường như là Meptin ((KR), (CN), (ID), (MY), (PH), (SG), (TH), (HK)).